# Anton Matusevich
Anton Matusevich (* 30. Mai 2001 in New York City, New York, Vereinigte Staaten) ist ein britischer Tennisspieler.

## Persönliches
Der Großvater von Anton Matusevich, Eduard Matussewitsch, war ein olympischer Eisschnellläufer für die Sowjetunion. Die andere Seite der Familie wohnt in Wien. Die ersten sechs Jahre seines Lebens lebte Matusevich in den USA. Mittlerweile lebt er in London und trainiert im Zentrum der LTA, im Stadtteil Roehampton.

## Karriere
Matusevich spielte bis 2019 auf ITF Junior Tour. In der Junioren-Rangliste kam er bis auf Platz 12. Bei den Junior-Grand-Slam-Turnieren konnte er im Einzel 2018 und 2019 das Viertelfinale von Wimbledon erreichen. Mit dem Bulgaren Adrian Andreew gewann er 2019 die Doppelkonkurrenz der US Open und erreichte das Halbfinale des Orange Bowl.
Bei den Profis spielte Matusevich sein erstes Turnier 2017 auf der drittklassigen ITF Future Tour. 2019 nahm er regelmäßiger an Turnieren teil und stand im Einzel in seinen ersten drei Future-Finals, von denen er zwei gewann. Nach nur wenigen Turnieren 2020 triumphierte Matusevich 2021 zum dritten Mal bei Futures. Zudem kam er zu seinem ersten Einsatz auf der höherdotierten ATP Challenger Tour. Dort gewann er in Nottingham mit Mikael Ymer (ATP 98) zum ersten Mal gegen einen Top-100-Spieler der Weltrangliste. Beim Turnier schied er in der dritten Runde aus. Kurz darauf kam er durch eine Wildcard im Doppel zu seinem ersten Einsatz bei einem Grand-Slam-Turnier der Profis. An der Seite von Luke Johnson verlor er in der ersten Runde von Wimbledon gegen die australische Paarung aus Alex de Minaur und Matt Reid in zwei Sätzen. Im Einzel konnte Matusevich mit einer Wildcard immerhin in der Qualifikation starten, wo er es zum Auftakt mit einem einfachen Gegner zu tun bekam. Mit dem 113. der Welt, Carlos Taberner, schlug er in der zweiten Runde einen starken Gegner, ehe er in der letzten Runde dem Spanier Bernabé Zapata Miralles in fünf Sätzen unterlag und so das Hauptfeld knapp verpasste.
2022 gewann Matusevich seinen ersten Future-Titel im Doppel.